# Agencja Rozwoju Przemysłu
Die Agencja Rozwoju Przemysłu S.A. (ARP) ist eine staatliche, polnische Agentur für Industrieentwicklung mit Sitz in Warschau.

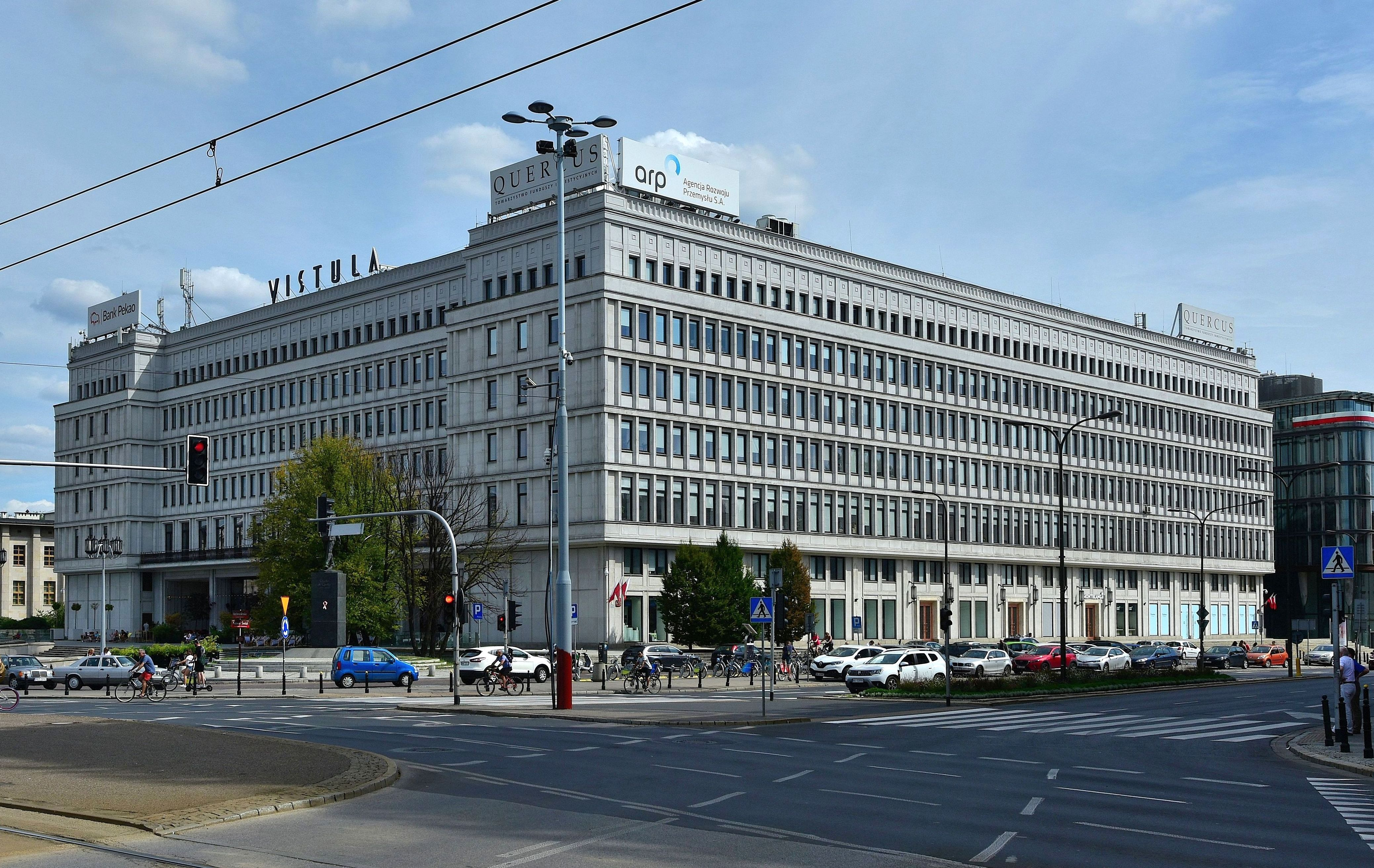
ARP-Werbung am Bank- und Finanzzentrum (Warschau)

## Geschichte
Die ARP ist an ungefähr 70 Unternehmen beteiligt. Diese Unternehmen sind Teil der ARP-Gruppe und arbeiten hauptsächlich in den Bereichen Schiffbau, Eisenbahn, Metall, Bergbau, Gießerei, Modernisierung und Maschinenbau, Verpackungs-, Textil- und Tourismusbranche. Seit den 2010er Jahren investiert die ARP auch in der Raumfahrtindustrie.
ARP S.A. ist im Schienenverkehr in Polen tätig. Die Agentur ist Eigentümerin der Firma H. Cegielski – Poznań, die Schienenfahrzeuge entwirft und herstellt. Seit 2015 besitzt die Agentur die Mehrheit (50 % + 1 Aktie) der Anteile an der Gesellschaft Polregio (in den Jahren 2015–2020 Przewozy Regionalne), die im Auftrag der Woiwodschaftsselbstverwaltungen Personenzüge im Nah- und Fernverkehr bedient. Die restlichen Anteile an Polregio gehören den Woiwodschaftsselbstverwaltungen.
Seit dem Jahr 1997 ist die ARP Eigentümerin der Schlösser Baranów Sandomierski und Krasiczyn.
Die ARP betreibt unter dem Namen Euro-Park Sonderwirtschaftszonen in Mielec, Tarnobrzeg, Kobierzyce und Ząbkowice.

## Beteiligungen
ARP ist unter anderem an folgenden Unternehmen beteiligt (meist als Mehrheitsbeteiligung)
- Baltic Operator (einschließlich Werft Danzig)
- Fabryka Pojazdów Szynowych (FPS, bis 2010 zu H. Cegielski – Poznań)
- Rafako Ebus[5]